# Dominique Lecrocq
Dominique Lecrocq (Reims, 7 juli 1963 - Lille, 27 april 2014) was een Frans wielrenner die als professional actief was tussen 1984 en 1987. Hij was actief als weg- en baanwielrenner. In 1985 was Lecrocq Frans kampioen op de puntenkoers.

## Biografie
Lecroqc werd professional in 1984 bij Peugeot. Hij won in 1985 op de weg de proloog van de Tour d'Armorique. In 1986 reed hij voor Système U, de ploeg van Cyrille Guimard; daar wist hij in 1986 Parijs-Bourges te winnen. In 1987 reed hij korte tijd voor Hitachi maar in april beëindigde hij zijn wielerloopbaan.
Na zijn actieve loopbaan werd Lecrocq uitbater van een bar, de Tudor Inn, in Lille. Hij overleed na een hartaanval in 2014.

## Palmares
- 1982
  - Proloog Ruban Granitier Breton
  - Tour du Cambrésis
- 1983
  - GP Frans-Vlaanderen
- 1985
  - Proloog Tour d'Armorique
- 1986
  - 1e etappe en eindklassement Parijs-Bourges
  - Grand Prix de Mauléon-Moulins

## Palmares op de baan
1980
- Frans kampioenschap ploegenachtervolging, amateurs
- Frans kampioenschap achtervolging, junioren

1981
- Frans kampioenschap ploegenachtervolging, amateurs
- Frans kampioenschap ploegenachtervolging, junioren (met Vincent Thorey, Bruno Wojtinek en Frédéric Delcambre)
- Wereldkampioenschap achtervolging, amateurs

1982
- Frans kampioenschap achtervolging, amateurs

1983
- Frans kampioenschap ploegenachtervolging, amateurs

1985
- Frans kampioenschap puntenkoers, elite

1986
- Frans kampioenschap de l'américaine (met Didier Garcia)

## Resultaten in voornaamste wedstrijden
| Jaar | Ronde van Italië | Ronde van Frankrijk | Ronde van Spanje |
| ---- | ---------------- | ------------------- | ---------------- |
| 1984 |                  |                     |                  |
| 1985 |                  |                     | opgave           |
| 1986 |                  |                     | opgave           |

| Jaar | Gent-Wevelgem | Ronde van Vlaanderen | Parijs-Roubaix |
| ---- | ------------- | -------------------- | -------------- |
| 1984 | 22e           |                      | 33e            |
| 1985 | 81e           |                      | 14e            |
| 1986 |               | 29e                  | 23e            |